# Stulpicani
Stulpicani (en alemany: Stulpikany) és un municipi situat al comtat de Suceava, Bucovina (Romania). Està compost per cinc pobles: Gemenea, Negrileasa, Slătioara, Stulpicani i Vadu Negrilesei.